# 水素化銅
水素化銅（すいそかどう、copper hydride、CuH）は、銅の水素化物である。Cu-H結合は弱く、構造は不安定であり、爆発性がある。水溶液中で硫酸銅(II)をホスフィン酸ナトリウムで還元すると赤色の水素化銅が沈殿する。沈殿を熱すると金属銅と気体水素に分解する。X線構造が報告されている。トリフェニルホスフィンを付加した物質はストライカー試薬と呼ばれる。